# カミル・ブロダ
カミル・ブロダ（Kamil Broda 、2001年7月19日 - ）は、ポーランド・クラクフ出身のプロサッカー選手。ヴィスワ・クラクフ所属。ポジションは、ゴールキーパー。